# 兵庫県道283号絹山市島線
兵庫県道283号絹山市島線（ひょうごけんどう283ごう きぬやまいちじません）は、兵庫県丹波市を通る一般県道である。

## 概要
丹波市氷上町香良から丹波市市島町東勅使に至る。
丹波市氷上地区と丹波市市島地区を結ぶ道であるが、丹波市氷上町香良から丹波市市島町与戸にかけては不通区間であり、通り抜けできない。

### 路線データ
- 起点：丹波市氷上町香良（兵庫県道7号青垣柏原線交点）
- 終点：丹波市市島町東勅使（勅使交差点、国道175号交点）
- 総延長：9.222 km
- 不通区間：丹波市氷上町香良 - 丹波市市島町与戸

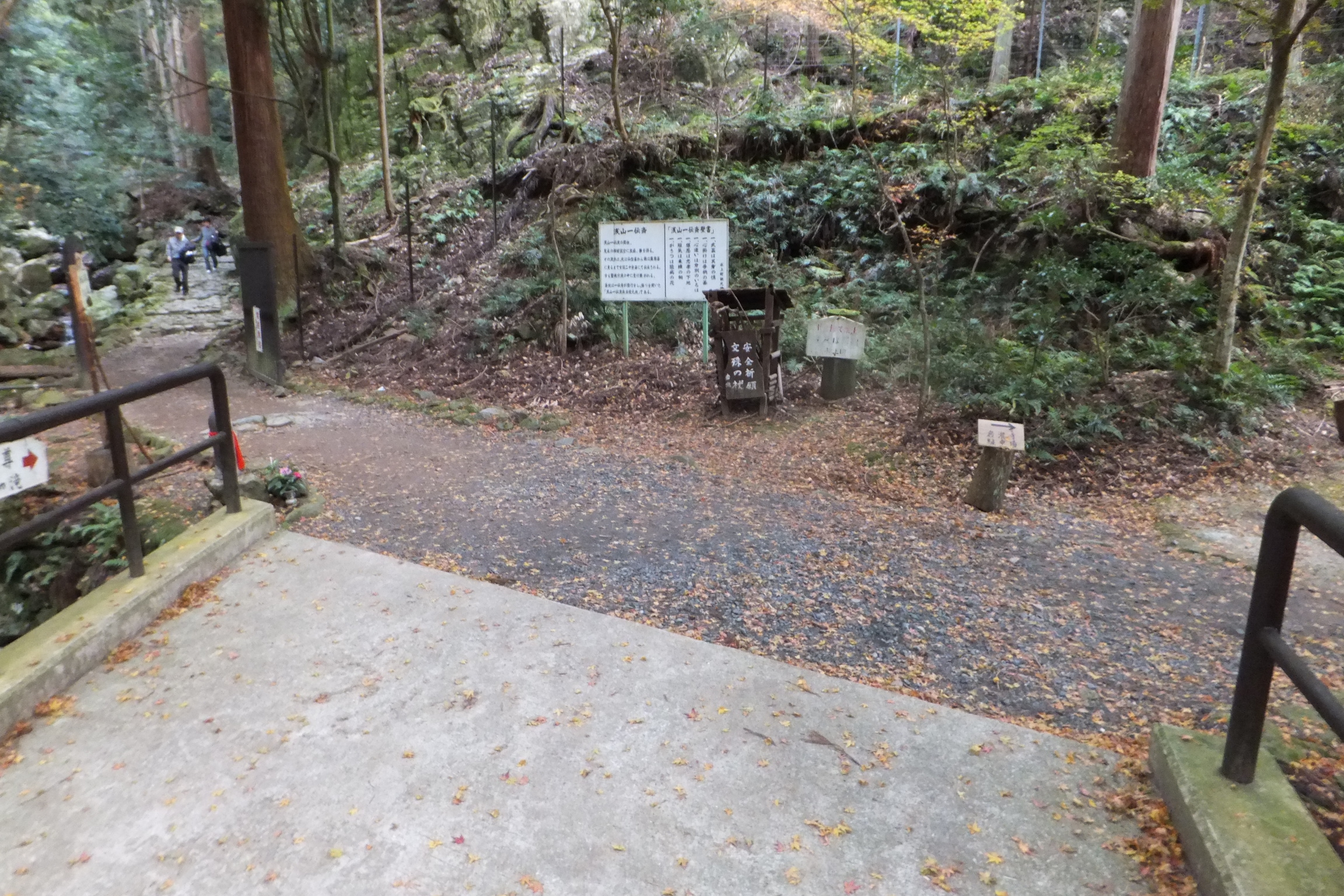
不通区間 丹波市氷上町香良で撮影

## 地理

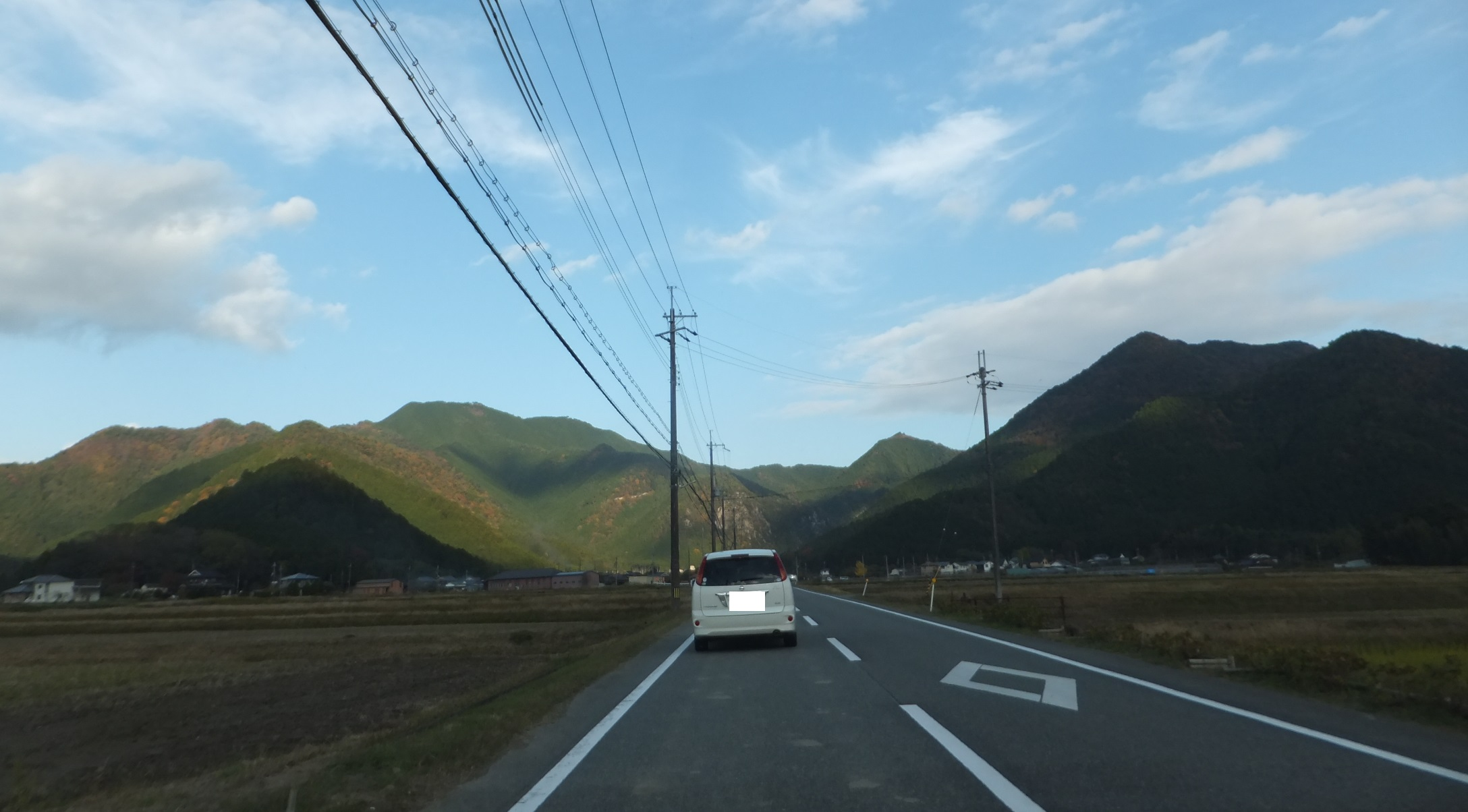
起点
丹波市氷上町香良で撮影

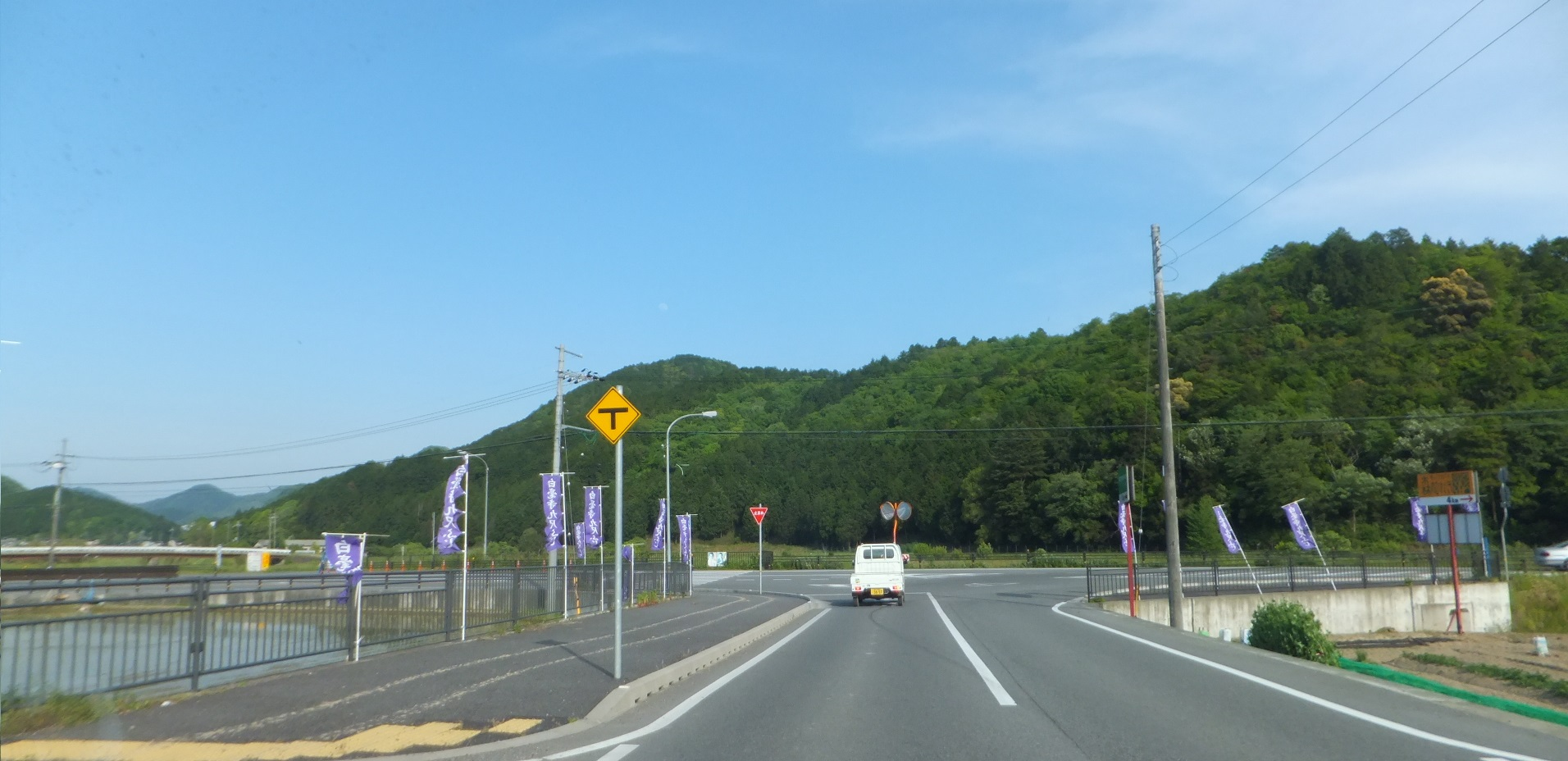
終点付近
丹波市市島町勅使で撮影

### 通過する自治体
- 丹波市

### 交差する道路
| 交差する道路          | 交差する場所 | 交差する場所      |
| --------------------- | ------------ | ----------------- |
| 兵庫県道7号青垣柏原線 | 氷上町香良   | 起点              |
| 不通区間              |              |                   |
| 国道175号             | 市島町東勅使 | 勅使交差点 / 終点 |

### 交差する鉄道
- 福知山線

### 沿線
- 丹波市立三輪小学校